# Дедекіндові числа
Дедекіндові числа — це швидко зростаюча послідовність цілих чисел, названа на честь Річарда Дедекінда, який визначив їх 1897 року. Число Дедекінда M(n) підраховує число монотонних булевих функцій від n змінних. Еквівалентно, ці числа підраховують число антиланцюгів підмножин n-елементних множин, число елементів у вільній дистрибутивній ґратці з n генераторами, або число абстрактних симплиційних комплексів з n елементами.
Точні асимптотичні оцінки M(n) і точний вираз у вигляді суми відомі. Однак задача Дедекінда обчислення значень M(n) залишається складною — невідомий вираз у замкнутій формі для M(n) і точні значення M(n) знайдено лише для {\displaystyle n\leqslant 9}.
В 2023 році, в результаті складної обчислювальної роботи та застосування спеціальних алгоритмів, математики знайшли дев’яте число Дедекінда. Згідно з дослідженням, яке було опубліковано в “Анналах математики”, команда математиків з Німеччини, Великобританії та Австралії виявила, що дев’яте число Дедекінда дорівнює 286386577668298411128469151667598498812366.

## Визначення
Булева функція — це функція, яка отримує n булевих значень (тобто значень, які можуть бути або false (брехня), або true (істина), або, еквівалентно, бінарними значеннями (0 або 1), і повертає інше булеве значення. Функція монотонна якщо для будь-якої комбінації входу зміна однієї вхідної змінної з false на true може призвести тільки до зміни виходу з false на true, але не з true на false. Число Дедекінда M(n) число різних монотонних булевих функцій від n змінних.
Антиланцюг множин (відомий також як сімейство Спернера) — це сімейство множин, жодна з яких не міститься в будь-якій іншій множині. Якщо V є множиною n булевих змінних, антиланцюг A підмножин V визначає монотонну булеву функцію f, коли значення f дорівнює true для даної множини входів, якщо деяка підмножина true входів функції f належить A, і false в іншому випадку. І навпаки, будь-яка монотонна булева функція визначає таким чином антиланцюг мінімальних підмножин булевих змінних, які змушують функцію дати значення true. Тому число Дедекінда M(n) дорівнює числу різних антиланцюжків підмножин n-елементної множини.
Третій еквівалентний спосіб опису того ж класу використовує теорію ґраток. З двох монотонних булевих функцій f і g ми можемо знайти дві інші монотонні булеві функції {\displaystyle f\wedge g} і {\displaystyle f\vee g}, їх логічну кон'юнкцію і логічну диз'юнкцію відповідно. Сімейство всіх монотонних булевих функцій від n входів разом з цими двома операціями утворює дистрибутивну ґратку, що задається теоремою Біркгофа про подання з частково впорядкованої множини підмножин n змінних з частковим порядком включення множин. Ця побудова дає вільну дистрибутивну ґратку з n генераторами. Таким чином, числа Дедекінда підраховують число елементів у вільних дистрибутивних ґратках.
Числа Дедекінда підраховують також (на одиницю більше) число абстрактних симпліційних комплексів на n елементах, сімейства множин з властивістю, що будь-яка підмножина множини в сімействі також належить сімейству. Будь-який антиланцюг визначає симпліційний комплекс, сімейство підмножин членів антиланцюгів, і навпаки, максимальні симплекси в комплексах утворюють антиланцюг.

## Приклад
Для n = 2 існує шість монотонних булевих функцій і шість антиланцюгів підмножин двоелементної множини {x, y}:
- функція {\displaystyle f(x,y)=false}, що нехтує вхідні значення і завжди повертає false, відповідає порожньому антиланцюгу {\displaystyle \varnothing };
- логічна кон'юнкція {\displaystyle f(x,y)=x\wedge y} відповідає антиланцюгу {{x, y}}, що містить єдину множину {x, y};
- функція {\displaystyle f(x,y)=x}, що нехтує другий аргумент і повертає перший аргумент, відповідає антиланцюгу {{x}}, що містить єдину множину {x}4
- функція {\displaystyle f(x,y)=y}, що нехтує перший аргумент і повертає другий аргумент, відповідає антиланцюгу {{y}}, що містить єдину множину {y};
- логічна диз'юнкція {\displaystyle f(x,y)=x\vee y} відповідає антиланцюгу {{x}, {y}}, що містить дві множини {x} і {y};
- функція {\displaystyle f(x,y)=true}, що нехтує вхідні значення і завжди повертає true, відповідає антиланцюгу {\displaystyle \{\varnothing \}}, що містить тільки порожню множину.

## Значення
Точні значення чисел Дедекінда відомі для {\displaystyle 0\leqslant n\leqslant 9}:
2, 3, 6, 20, 168, 7581, 7828354, 2414682040998, 56130437228687557907788, 286386577668298411128469151667598498812366
Послідовність A000372 в OEIS.
Перші шість із цих чисел дав Черч. M(6) обчислив Уорд, M(7) розрахували Черч, Берман і Келер, M(8) обчислив Відерман, і M(9) у 2023 році обчислив Гіртум.
Якщо n парне, то M(n) також має бути парним. Обчислення п'ятого числа Дедекінда {\displaystyle M(5)=7581} спростовує гіпотезу Гаррета Біркгофа, що M(n) завжди ділиться на {\displaystyle (2n-1)(2n-2)}.

## Формула підсумовування
Киселевич переписав логічне визначення антиланцюгів у таку арифметичну формулу для чисел Дедекінда:
{\displaystyle M(n)=\sum _{k=1}^{2^{2^{n}}}\prod _{j=1}^{2^{n}-1}\prod _{i=0}^{j-1}\left(1-b_{i}^{k}b_{j}^{k}\prod _{m=0}^{\log _{2}i}(1-b_{m}^{i}+b_{m}^{i}b_{m}^{j})\right),}
де {\displaystyle b_{i}^{k}} є {\displaystyle i}-им бітом числа {\displaystyle k}, який може бути записаний за допомогою округлення вниз
{\displaystyle b_{i}^{k}=\left\lfloor {\frac {k}{2^{i}}}\right\rfloor -2\left\lfloor {\frac {k}{2^{i+1}}}\right\rfloor .}
Однак ця формула непридатна для обчислення значень M(n) для великих n, зважаючи на велику кількість членів підсумовування.

## Асимптотика
Логарифм чисел Дедекінда можна оцінити точно за допомогою меж
{\displaystyle {n \choose \lfloor n/2\rfloor }\leqslant \log _{2}M(n)\leqslant {n \choose \lfloor n/2\rfloor }\left(1+O\left({\frac {\log n}{n}}\right)\right).}
Тут нерівність зліва підраховує число антиланцюгів, у яких кожна множина має рівно {\displaystyle \lfloor n/2\rfloor } елементів, а праву нерівність довели Кляйтман і Марковський.
Коршунов дав навіть точніші оцінки
{\displaystyle M(n)=(1+o(1))2^{n \choose \lfloor n/2\rfloor }\exp a(n)}
для парних n, і
{\displaystyle M(n)=(1+o(1))2^{n \choose \lfloor n/2\rfloor +1}\exp(b(n)+c(n))}
для непарних n, де
{\displaystyle a(n)={n \choose n/2-1}(2^{-n/2}+n^{2}2^{-n-5}-n2^{-n-4}),}
{\displaystyle b(n)={n \choose (n-3)/2}(2^{-(n+3)/2}+n^{2}2^{-n-6}-n2^{-n-3}),}
Основна ідея цих оцінок полягає в тому, що в більшості антиланцюгів усі множини мають розміри, дуже близькі до n/2. Для n = 2, 4, 6, 8 формула Коршунова дає оцінку, яка має похибку 9,8 %, 10,2 %, 4,1 % і -3,3 %, відповідно.
{\displaystyle c(n)={n \choose (n-1)/2}(2^{-(n+1)/2}+n^{2}2^{-n-4}).}